# Pech (Wachtberg)
Pech ist einer von 13 Ortsteilen der Gemeinde Wachtberg im nordrhein-westfälischen Rhein-Sieg-Kreis. Der Ortsteil hat 2.707 Einwohner (Stand: 31. Juli 2018). Bis zur kommunalen Neugliederung 1969 war Pech eine zum Amt Villip gehörende Gemeinde im damaligen Landkreis Bonn.

## Lage
Pech liegt südlich von Bonn im Drachenfelser Ländchen am Kottenforst zwischen Bonn-Heiderhof, Gimmersdorf (Wachtberg) und Villip (Wachtberg).

## Geschichte

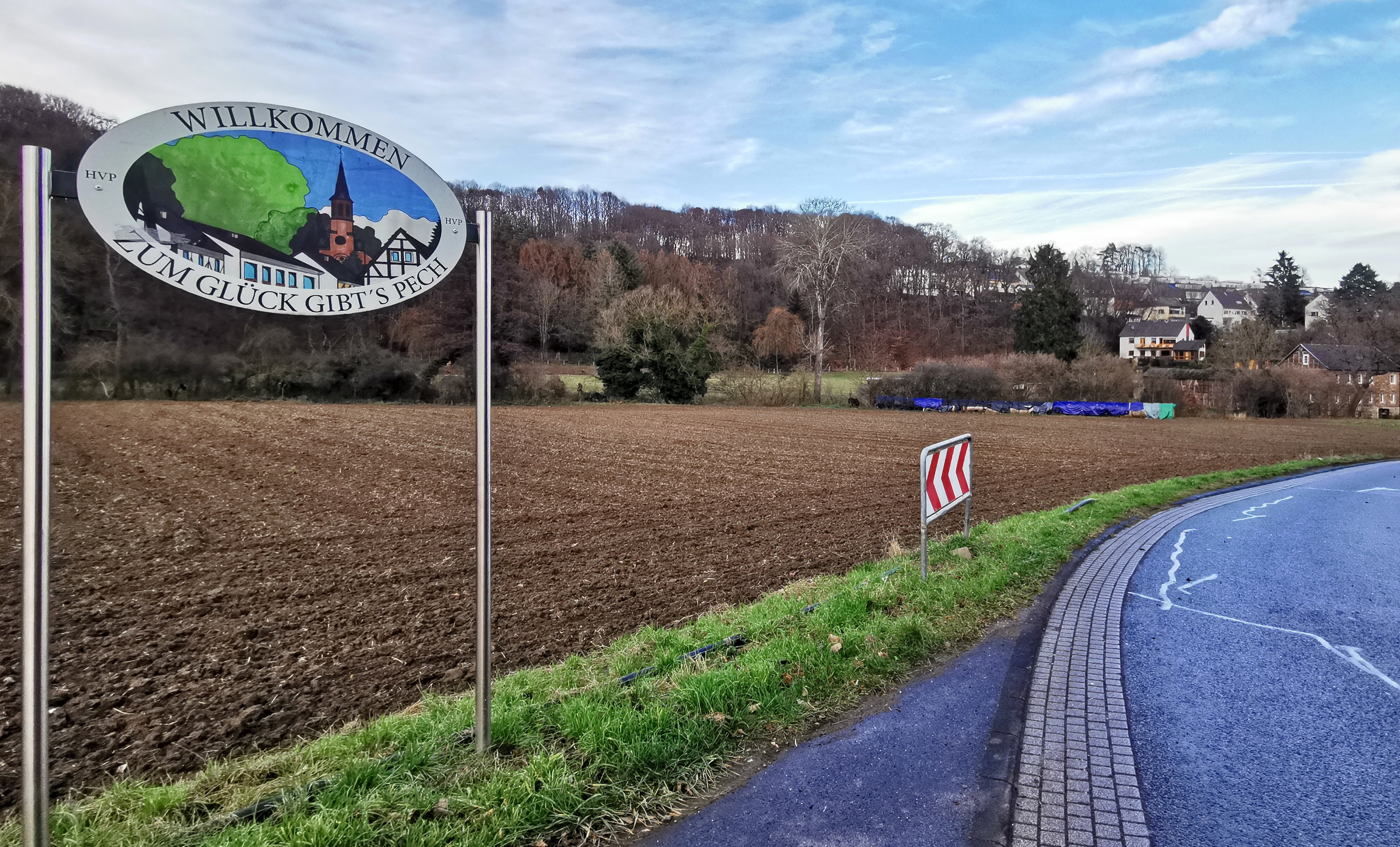
Ortseingangsschild „Willkommen - Zum Glück gibt's Pech“

Der Ortsname Bech erschien erstmals im Abgaben- und Rentenverzeichnis aus dem Jahre 1497 des Pfarrarchivs Villip. Eine vorige Bebauung rund um eine „Burg Eystorp“ wird vermutet, lässt sich aber nicht zweifelsfrei nachweisen. Burg Eystorp wird erstmals 1412 urkundlich genannt und soll fränkischen Ursprungs gewesen sein. Ende des 18. Jahrhunderts gehörte Pech bis zur Besetzung der linksrheinischen Gebiete durch Frankreich zum Kurfürstentum Köln. Die Franzosen, die die Verwaltung in den annektierten Gebieten völlig neu ordneten, führten im Jahr 1800 die Mairieverfassung ein und teilten die Gemeinde Pech der Mairie Villip zu.
1815 fiel das Rheinland und damit auch der Ort Pech an Preußen, das die französische Verwaltungseinteilung fast unverändert übernahm. Aus der Mairie Villip wurde die Bürgermeisterei Villip, ab 1930 das Amt Villip, im Kreis (ab 1887 Landkreis) Bonn im Regierungsbezirk Köln der Provinz Jülich-Kleve-Berg, aus der 1822 durch Zusammenschluss mit der Provinz Großherzogtum Niederrhein die Rheinprovinz hervorging. Pech war eine von zehn Gemeinden der Bürgermeisterei Villip. 1910 hatte die Gemeinde Pech 246 Einwohner. Sitz der Amtsverwaltung war bereits seit 1873 Berkum.
Am 1. August 1969 wurde die Gemeinde Pech durch das Gesetz zur kommunalen Neugliederung des Raumes Bonn (Bonn-Gesetz) mit den übrigen Gemeinden des Amtes Villip und den Gemeinden Adendorf, Arzdorf und Fritzdorf des Amtes Meckenheim zur neuen Gemeinde Wachtberg zusammengeschlossen, die dem durch Eingliederung des Landkreises Bonn in den Siegkreis neu entstandenen Rhein-Sieg-Kreis zugeordnet wurde. Zuvor war auch eine Eingliederung von Pech in die Stadt Bad Godesberg erwogen worden, für die sich die Einwohner des Ortes mit deutlicher Mehrheit ausgesprochen hatten. In Pech befand sich um 1980 die Einkaufsabteilung der Botschaft von Pakistan und von 1993 bis zur Verlegung des Regierungssitzes nach Berlin 1999 die Botschaft des Königreichs Kambodscha in der Bundesrepublik Deutschland (→ Liste der diplomatischen Vertretungen in Bonn).
Am 4. Juni 2016 war Pech nach einem Unwetter von starkem Hochwasser des Godesberger Baches infolge von Starkregen betroffen. Die Brücke am Pecher Ortsausgang nach Villip sowie die Brücke „Grüner Weg“ wurden dabei zerstört.

### Bevölkerungsentwicklung
Im Ortsteil Pech wohnten (incl. Nebenwohnsitze)
| Jahr | Einwohner |
| ---- | --------- |
| 1961 | 1099      |
| 1969 | 1811      |
| 1979 | 2401      |
| 1989 | 2238      |
| 1999 | 2615      |
| 2002 | 2726      |

| Jahr (1) | Einwohner |
| -------- | --------- |
| 2003     | 2771      |
| 2004     | 2819      |
| 2005     | 2834      |
| 2006     | 2853      |
| 2007     | 2871      |
| 2014     | 2633      |

(1) jeweils 30. Juni des Jahres

Quelle: Statistische Angaben im Haushaltsplanentwurf 2008 der Gemeinde Wachtberg

## Ortsvertretung
Vorsitzender der Ortsvertretung Pech ist Jürgen Kleikamp, sein Stellvertreter Manuel Lenggrüsser(Stand:2015).

## Kultur und Sehenswürdigkeiten

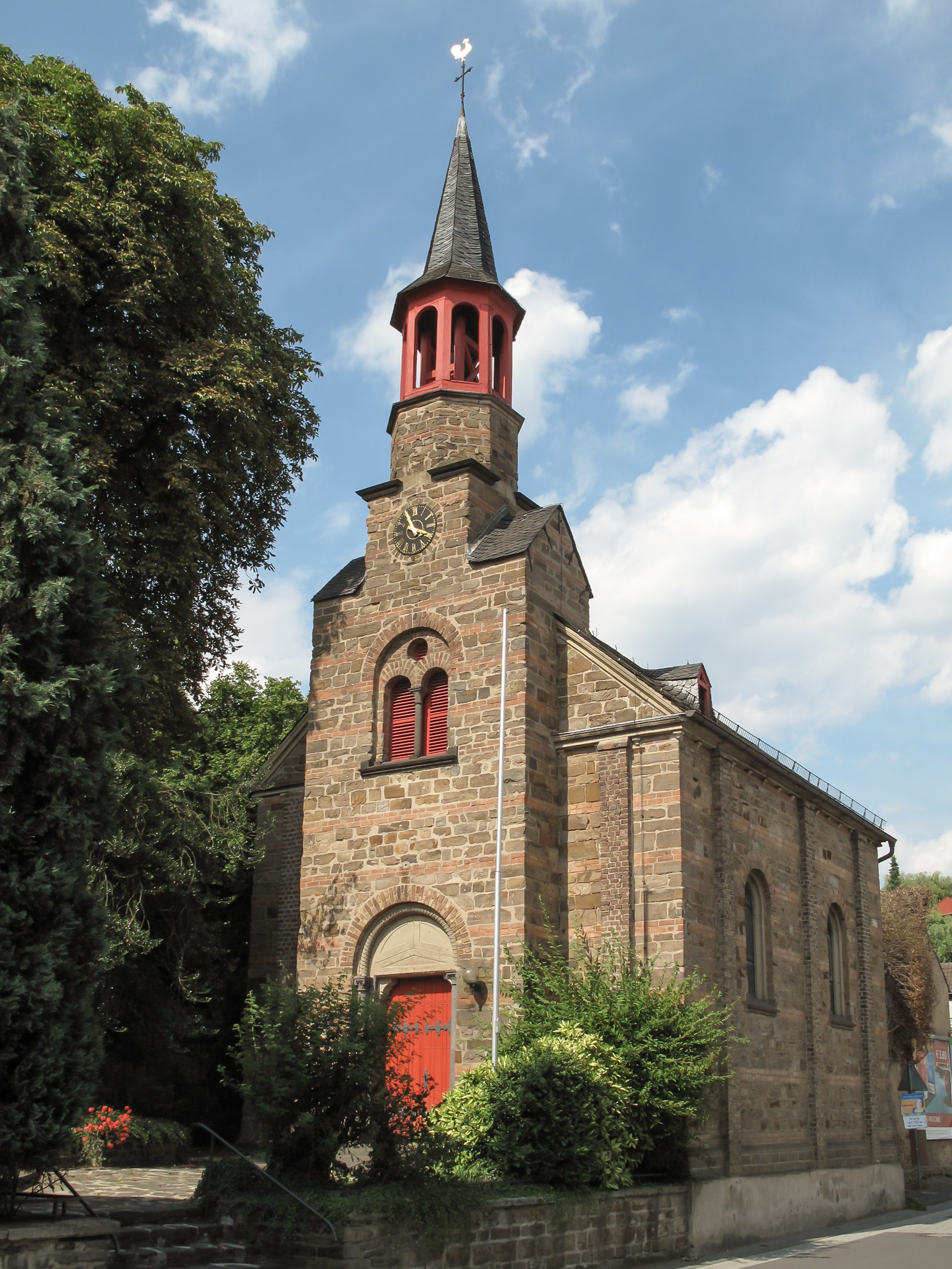
Kapelle St. Michael, 1860 erbaut

### Bauwerke
- St.-Michaels-Kapelle, erbaut vom Bonner Stadtbaumeister Paul Richard Thomann im neoromanischen Stil und am 29. September 1860 eingeweiht. Die Kapelle bildet den Mittelpunkt des alten Dorfkerns und steht unter Denkmalschutz.[10]
- Bungalow: Carlfried Mutschler baute hier im Dahlienweg 16 für den Journalisten Ernst Jörg Kruttschnitt einen Bungalow. Der Künstler Otto Herbert Hajek entwarf ein Wandbild im Eingangsbereich.[11][12][13]

## Trivia
2014 drehte der Regisseur Christian Alvart Szenen seines Films Halbe Brüder in einer Villa an der Huppenbergstraße. In derselben Villa – die leer steht und zum Verkauf angeboten wird – drehte Kaspar Heidelbach im April 2017 Szenen für den Kölner Tatort Bausünden.

## Persönlichkeiten
- Johannes Steinhoff (1913–1994), General der Luftwaffe, lebte und starb in Pech.
- Alois Mertes (1921–1985), Staatsminister im Auswärtigen Amt und Abgeordneter des Deutschen Bundestages, lebte von 1966 bis zu seinem Tod mit seiner Familie in Pech.
- Hans Riegel junior (1923–2013), Unternehmer (Haribo), hatte einen Wohnsitz in Pech.
- Ulrich Everling (1925–2018), Jurist und Richter am Europäischen Gerichtshof, lebte von 1965 bis 2018 in Pech.
- Hans-Dietrich Genscher (1927–2016), ehemaliger Bundesaußenminister und FDP-Vorsitzender, lebte und starb in Pech.
- Helmut Kohl (1930–2017), Altbundeskanzler, lebte in Pech.[19]
- Josef Holik (1931–2021), ehemaliger Beauftragter der deutschen Bundesregierung für Fragen der Abrüstung und Rüstungskontrolle, lebte bis zu seinem Tod in Pech.
- Hans-Dieter Blatzheim (1937 oder 1938–1985), Bauunternehmer und Automobilrennfahrer, lebte in Pech
- Bernd Pfaffenbach (* 1946), Verwaltungsbeamter, lebt in Pech.
- Willi Reiche (* 1954), Künstler und Vertreter der Kinetischen Kunst, lebt in Pech.
- Wilfried Lülsdorf (* 1957), Journalist und Autor von Wachtberg-Krimis, lebt in Pech.